# 남자 100m 달리기 세계 기록 추이

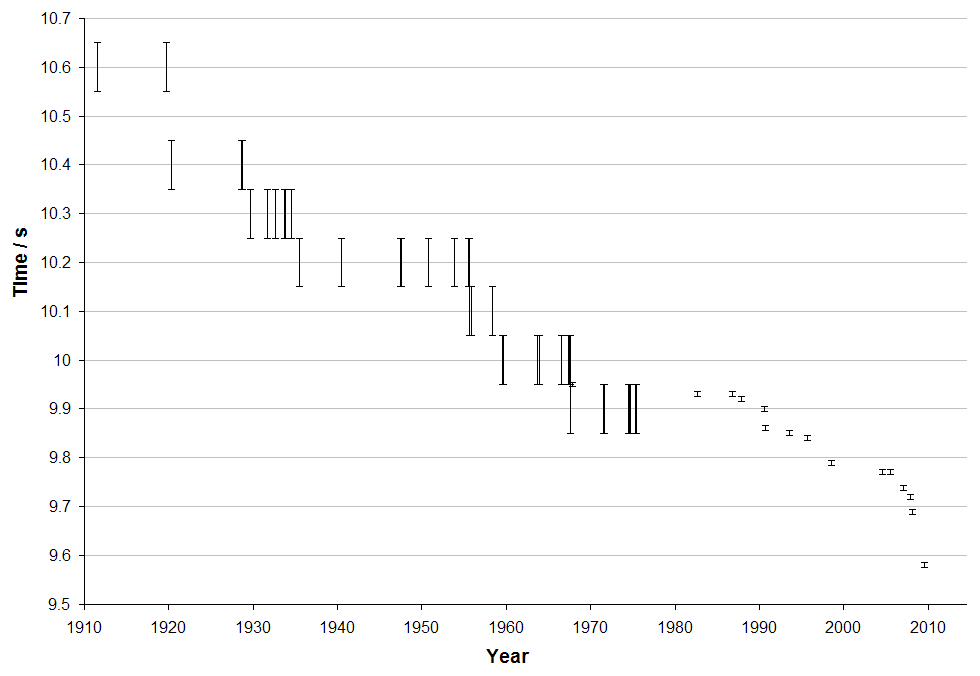
1912년부터 2010년까지 육상 남자 100m달리기 세계 기록.

 국제 아마추어 육상 경기 연맹(현 국제 육상 경기 연맹이 공인한 남자 100미터 달리기 첫 세계 기록은 1912년에 세워진 것이다. 현재 세계 기록은 우사인 볼트가 2009년 제12회 세계 육상 선수권 대회에서 기록한 9초 58이다.

### IAAF 공인 기록
| 공인         |
| 비공인       |
| 공인 후 취소 |

### 1912년 - 1976년
| 기록   | 바람                | 자동 계시                | 차이         | 선수               | 국적                             | 날짜                          | 대회명                                  | 개최지              | 경기장                 | 주석 및 기타  | 동영상 |
| 10초 6 |                     |                          |              | 돈 리핀콧          | 미국                             | 1912. 07. 06                  | 제5회 하계 올림픽                       | 스웨덴 스톡홀름     | 스톡홀름 올림픽 경기장 | 예선에서 기록 |        |
| 10초 6 | 잭슨 숄츠           | 미국                     | 1920. 9. 16  | 국제 육상 대회     | 스웨덴 스톡홀름                  | 스톡홀름 올림픽 경기장        |                                         |                     |                        |               |        |
| 10초 4 |                     |                          | - 0.2초      | 찰리 패독          | 미국                             | 1921. 04. 23                  | 남부 캘리포니아 아마추어 육상 연맹 대회 | 미국 레들랜즈       | 레들랜즈 대학교        | [ 1 ]         |        |
| 10초 4 | 0.0                 | 에디 톨런                | - 0.2초      | 미국               | 1929. 08. 08                     | 국제 육상 대회 ***            | 스웨덴 스톡홀름                         |                     |                        |               |        |
| 10초 4 |                     | 에디 톨런                | - 0.2초      | 미국               | 1929. 08. 25                     |                               | 덴마크 코펜하겐                         |                     |                        |               |        |
| 10.3   |                     |                          | - 0.1초      | 퍼시 윌리엄스      | 캐나다                           | 1930. 08. 09                  |                                         | 캐나다 토론토       |                        |               |        |
| 10.3   |                     |                          | - 0.1초      | Arthur Jonath      | 독일                             | 1932. 07. 05                  |                                         | 독일 보훔           |                        | [ 2 ]         |        |
| 10.3   | 0.4                 | 10초 38                  | - 0.1초      | 에디 톨런          | 미국                             | 1932. 08. 01                  | 제10회 하계 올림픽                      | 미국 로스앤젤레스   |                        |               |        |
| 10.3   | 0.4                 | 10초 38                  | - 0.1초      | 랄프 메트칼페      | 미국                             | 1933. 08. 12                  |                                         | 헝가리 부다페스트   |                        |               |        |
| 10.3   |                     |                          | - 0.1초      | 유라케 피콕        | 미국                             | 1934. 8. 6                    |                                         | 노르웨이 오슬로     |                        |               |        |
| 10.3   |                     |                          | - 0.1초      | 크리스 버거        | 네덜란드                         | 1934. 08. 26                  |                                         | 네덜란드 암스테르담 |                        |               |        |
| 10.3   |                     |                          | - 0.1초      | 랠프 메칼프        | 미국                             | 1934. 09. 15                  |                                         | 일본 오사카         |                        |               |        |
| 10.3   | 2.0                 |                          | - 0.1초      | 랠프 메칼프        | 미국                             | 1934. 09. 23                  |                                         | 중국 다롄           |                        |               |        |
| 10.3   | 2.5                 |                          | - 0.1초      | 요시오카 다카요시  | 일본                             | 1935. 06. 15                  |                                         |                     |                        |               |        |
| 10초 2 | 1.2                 |                          |              | 제시 오언스        | 미국                             | 1936. 6. 20                   |                                         | 미국 시카고         |                        |               |        |
| 10초 2 | -0.9초              | 해럴드 데이비스          | 미국         | 1941. 06. 06       |                                  | 미국 콤프턴                   |                                         |                     |                        |               |        |
| 10초 2 |                     | 를로이드 라비치          | 파나마       | 1948. 05. 15       |                                  | 미국 프레즈노                 |                                         |                     |                        |               |        |
| 10초 2 |                     | 바니 이월                | 미국         | 1948. 7. 9         |                                  | 미국 에번스턴                 |                                         |                     |                        |               |        |
| 10초 2 |                     | 엠마누엘 맥도널드 베일리 | 영국         | 1951. 8. 25        |                                  | 유고슬라비아 베오그라드       |                                         |                     |                        |               |        |
| 10초 2 |                     | 하인츠 푸테러            | 서독         | 1954. 10. 31       |                                  | 일본 요코하마                 |                                         |                     |                        |               |        |
| 10초 2 |                     | 바비 조 모로             | 미국         | 1956. 05. 19       |                                  | 미국 휴스턴                   |                                         |                     |                        |               |        |
| 10초 2 |                     | 아이라 머치슨            | 미국         | 1956. 6. 1         |                                  | 미국 콤프턴                   |                                         |                     |                        |               |        |
| 10초 2 |                     | 바비 조 모로             | 미국         | 1956. 6. 22        |                                  | 미국 베이커스필드             |                                         |                     |                        |               |        |
| 10초 2 |                     | 아이라 머치슨            | 미국         | 1956. 06. 29       |                                  | 미국 로스앤젤레스             | [ 3 ]                                   |                     |                        |               |        |
| 10초 2 |                     | 바비 조 모로             | 미국         | 1956. 06. 29       |                                  | 미국 로스앤젤레스             | [ 3 ]                                   |                     |                        |               |        |
| 10.1   |                     |                          |              | 윌리 윌리엄스      | 미국                             | 1956. 8. 3                    |                                         | 독일 베를린         |                        |               |        |
| 10.1   | 아이라 머치슨       | 미국                     | 1956. 8. 4   |                    | 미국 콤프턴                      |                               |                                         |                     |                        |               |        |
| 10.1   | 리몬 킹             | 미국                     | 1956. 10. 20 |                    | 미국 온타리오                    |                               |                                         |                     |                        |               |        |
| 10.1   | 리몬 킹             | 미국                     | 1956. 10. 27 |                    | 미국 샌타애너                    |                               |                                         |                     |                        |               |        |
| 10.1   | 레이 노턴           | 미국                     | 1959. 4. 18  |                    | 미국 새너제이                    |                               |                                         |                     |                        |               |        |
| 10초 0 |                     |                          |              | 아르민 하리        | 서독                             | 1960. 06. 21                  | 벨트클라세 취리히                       | 스위스 취리히       |                        |               |        |
| 10초 0 | 해리 제롬           | 캐나다                   | 1960. 07. 15 |                    | 캐나다 새스커툰                  |                               |                                         |                     |                        |               |        |
| 10초 0 | 호라치오 에스테베스 | 베네수엘라               | 1964. 8. 15  |                    | 베네수엘라 카라카스              |                               |                                         |                     |                        |               |        |
| 10초 0 | 밥 하이에스         | 미국                     | 1964. 10. 15 | 제18회 하계 올림픽 | 일본 도쿄                        | 국립 가스미가오카 육상 경기장 |                                         |                     |                        |               |        |
| 10초 0 | 짐 하인스           | 미국                     | 1967. 05. 27 |                    | 미국 모데스토                    |                               |                                         |                     |                        |               |        |
| 10초 0 | 엔리케 피구에롤라   | 쿠바                     | 1967. 06. 17 | 국제 육상 대회     | 헝가리 부다페스트                | 인민 경기장                   |                                         |                     |                        |               |        |
| 10초 0 | 폴 내시             | 남아프리카 공화국        | 1968. 04. 20 |                    | 남아프리카 공화국 크루거즈도르프 |                               |                                         |                     |                        |               |        |
| 10초 0 | 올리버 포드         | 미국                     | 1968. 05. 31 |                    | 미국 뉴멕시코주 앨버커키         |                               |                                         |                     |                        |               |        |
| 10초 0 | 찰스 그린           | 미국                     | 1968. 06. 20 |                    | 미국 새크라멘토                  |                               |                                         |                     |                        |               |        |
| 10초 0 | 로저 밤부           | 프랑스                   | 1968. 06. 20 |                    | 미국 새크라멘토                  |                               |                                         |                     |                        |               |        |
| 9초 9  |                     |                          |              | 짐 하인스          | 미국                             | 1968. 6. 20                   |                                         | 미국 새크라멘토     |                        |               |        |
| 9초 9  | 로니 래이 스미스    | 미국                     |              |                    |                                  | 1968. 6. 20                   |                                         | 미국 새크라멘토     |                        |               |        |
| 9초 9  | 찰스 그린           | 미국                     |              |                    |                                  | 1968. 6. 20                   |                                         | 미국 새크라멘토     |                        |               |        |
| 9초 9  | 에디 하트           | 미국                     | 1972. 7. 1   |                    | 미국 유진                        |                               |                                         |                     |                        |               |        |
| 9초 9  | 레이노 로빈슨       | 미국                     | 1972. 7. 1   |                    | 미국 유진                        |                               |                                         |                     |                        |               |        |
| 9초 9  | 스티브 윌리엄스     | 미국                     | 1972. 6. 21  |                    | 미국 로스앤젤레스                |                               |                                         |                     |                        |               |        |
| 9초 9  | 실비오 레오나르드   | 쿠바                     | 1975. 06. 05 |                    | 체코슬로바키아 오스트라바        |                               |                                         |                     |                        |               |        |
| 9초 9  | 스티브 윌리엄스     | 미국                     | 1975. 07. 16 |                    | 이탈리아 시에나                  |                               |                                         |                     |                        |               |        |
| 9초 9  | 스티브 윌리엄스     | 미국                     | 1975. 08. 22 | ISTAF 육상 대회    | 독일 베를린                      |                               |                                         |                     |                        |               |        |
| 9초 9  | 스티브 윌리엄스     | 미국                     | 1976. 03. 27 |                    | 미국 플로리다주 게인즈빌         |                               |                                         |                     |                        |               |        |
| 9초 9  | 하비 글랜스         | 미국                     | 1976. 4. 3   |                    | 미국 컬럼비아                    |                               |                                         |                     |                        |               |        |
| 9초 9  | 하비 글랜스         | 미국                     | 1976. 5. 1   |                    | 미국 배턴루지                    |                               |                                         |                     |                        |               |        |
| 9초 9  | 돈 쿼리             | 자메이카                 | 1976, 05. 22 | California Relays  | 미국 머데스토                    | Modesto Junior College        | [ 4 ]                                   |                     |                        |               |        |

### 전자 계시 (1977년 - )
국제 육상 경기 연맹은 1975년부터 달리기 종목 중 400m까지 전자 계시 기록을 별도로 인정했다. 그리고 1977년 1월 1일부터는 이들 종목의 기록으로 1/100초까지의 전자 계시만을 받아들였다.
분홍빛으로 칠해진 기록은 공인이 되었다가 후에 취소된 기록이다.
| 기록   | 바람 | 차이     | 선수            | 국적     | 날짜         | 대회명                                                        | 개최지                | 경기장                                                      | 주석 및 기타 | 동영상 |
| 9초 95 |      |          | 짐 하인스       | 미국     | 1968. 10. 14 | 제19회 하계 올림픽                                            | 멕시코 멕시코 시      | 에스타디오 올림피코 우니베르시타리오                        |              |        |
| 9초 93 |      |          | 캘빈 스미스     | 미국     | 1983. 07. 03 | 제5회 미국 전국 체전                                          | 미국 콜로라도스프링스 | Cadet Outdoor Track Stadium 보관됨 2015-09-14 - 웨이백 머신 | [ 5 ]        |        |
| 9초 83 |      |          | 벤 존슨         | 캐나다   | 1987. 07. 30 | 제2회 세계 육상 선수권 대회                                   | 이탈리아 로마         | 올림픽 경기장                                               |              |        |
| 9초 93 |      |          | 칼 루이스       | 미국     | 1987. 07. 30 | 제2회 세계 육상 선수권 대회                                   | 이탈리아 로마         | 올림픽 경기장                                               |              |        |
| 9초 93 |      |          | 칼 루이스       | 미국     | 1988. 08. 17 | 벨트클라세 취리히                                             | 스위스 취리히         | 레치그룬트                                                  |              |        |
| 9초 92 |      |          | 칼 루이스       | 미국     | 1988. 09. 24 | 제24회 하계 올림픽                                            | 대한민국 서울         | 올림픽 주경기장                                             |              |        |
| 9초 90 |      | - 0.02초 | 리로이 버렐     | 미국     | 1991. 06. 14 | 미국 실외 육상 선수권 대회                                    | 미국 뉴욕             | 다우닝 경기장                                               |              |        |
| 9초 86 |      | - 0.04초 | 칼 루이스       | 미국     | 1991. 08. 25 | 제3회 세계 육상 선수권 대회                                   | 일본 도쿄             | 국립 가스미가오카 육상 경기장                               |              |        |
| 9초 85 |      | - 0.01초 | 리로이 버렐     | 미국     | 1994. 07. 06 | 아슬레티시마 Athletissima                                     | 스위스 로잔           | 퐁타즈 올림픽 경기장Stade olympique de la Pontaise          |              |        |
| 9초 84 |      |          | 도노반 베일리   | 캐나다   | 1996. 07. 29 | 제26회 하계 올림픽                                            | 미국 애틀랜타         | 센테니얼 올림픽 경기장                                      |              |        |
| 9초 79 |      |          | 모리스 그린     | 미국     | 1999. 06. 16 | 아테네 국제 육상 대회                                         | 그리스 아테네         | 아테네 올림픽 경기장                                        |              |        |
| 9초 78 |      |          | 팀 몽고메리     | 미국     | 2002. 09. 14 | IAAF 그랑프리 파이널                                          | 프랑스 파리           | 세바스티앵 샬레티 경기장                                    |              |        |
| 9초 77 |      | - 0.02초 | 아사파 파월     | 자메이카 | 2005. 06. 14 | 제6회 아테네 그랑프리 치클리티리아 육상 대회(IAAF 월드 챌린지 | 그리스 아테네         | 파나티나이코 경기장                                         |              |        |
| 9초 77 |      | - 0.02초 | 저스틴 게이틀린 | 미국     | 2006. 05. 12 | 카타르 육상 슈퍼 그랑프리 (IAAF 슈퍼 그랑프리)                | 카타르 도하           | 카타르 SC 경기장                                            |              |        |
| 9초 77 |      | - 0.02초 | 아사파 파월     | 자메이카 | 2006. 06. 11 | 제9회 브리티시 그랑프리                                       | 영국 게이츠헤드       | 게이츠헤드 국제 경기장                                      | [ 6 ]        |        |
| 9초 77 |      | - 0.02초 | 아사파 파월     | 자메이카 | 2006. 08. 18 | 벨트클라세 취리히                                             | 스위스 취리히         | 레치그룬트                                                  |              |        |
| 9초 74 |      | - 0.03초 | 아사파 파월     | 자메이카 | 2007. 09. 09 | 제40회 리에티 시 국제 육상 대회 (IAAF 그랑프리)               | 이탈리아 리에티       | Stadio Raul Guidobaldi                                      |              |        |
| 9초 72 |      | - 0.02초 | 우사인 볼트     | 자메이카 | 2008. 05. 31 | 리복 그랑프리                                                 | 미국 뉴욕             | Icahn Stadium                                               |              |        |
| 9초 69 |      | - 0.03초 | 우사인 볼트     | 자메이카 | 2008. 08. 16 | 제29회 하계 올림픽                                            | 중화인민공화국 베이징 | 베이징 국가체육장                                           |              |        |
| 9초 58 |      | - 0.11초 | 우사인 볼트     | 자메이카 | 2009. 08. 17 | 제12회 육상 선수권 대회                                       | 독일 베를린           | 베를린 올림픽 경기장                                        |              |        |

- 벤 존슨의 1987년 8월 30일 9.83초와 1988년 9월 24일 9.79초는 약물 사용으로 무효가 되었다.

- 팀 몽고메리의 2002년 9월 14일 9.78초 역시 금지 약물 사용 적발로 무효화되었다.

- 저스틴 게이틀린의 2006년 5월 12일 9.77초는 뒷바람 논쟁, 100분의 1초 오차 등으로 아사파 포웰의 타이기록과 맞물려 세계 기록으로 인정하는 데에 논란이 있었으나, 이 역시 게이틀린의 도핑 테스트 양성반응으로 전면 무효화되었다.

## 같이 보기
- 남자 100m 달리기 대한민국 기록 추이
- 여자 100m 달리기 대한민국 기록 추이
- 여자 100m 달리기 세계 기록 추이